# Lemme de Nakayama
Pour les articles homonymes, voir Nakayama (homonymie).
Le lemme de Nakayama est un résultat fondamental d'algèbre commutative. Il doit son origine à Tadashi Nakayama (de), Goro Azumaya (de) et Wolfgang Krull.

## Énoncés
Un énoncé général est le suivant :
Lemme de Nakayama (cas général) — Soient A un anneau commutatif, M un A-module de type fini, I un idéal de A, et N un sous-A-module de M tel que {\displaystyle M\subset IM+N}. Alors il existe un élément a de I tel que {\displaystyle (1+a)M\subset N}.

La démonstration de cet énoncé général se ramène à celle du cas particulier N = 0, c'est pourquoi le lemme de Nakayama est souvent énoncé sous cette forme :
Lemme de Nakayama (cas particulier) — Soient A un anneau commutatif, M un A-module de type fini et I un idéal de A tel que {\displaystyle M\subset IM}. Alors il existe un élément a de I tel que {\displaystyle (1+a)M=0}.
Le corollaire suivant est parfois également énoncé sous le nom de « lemme de Nakayama » :
Corollaire — Soient A un anneau commutatif, M un A-module de type fini et R le radical de Jacobson de A. Si {\displaystyle M\subset RM} alors {\displaystyle M=0}.
(En effet, pour tout élément a de R, 1 + a est inversible.)

## Démonstrations

### Cas particulier
Soit {\displaystyle X=(x_{1},\ldots ,x_{n})} une famille génératrice de M. Il existe des {\displaystyle y_{i,j}\in I} tels que pour tout i, {\displaystyle x_{i}=\sum _{j=1}^{n}y_{i,j}x_{j}}. En notant Y la matrice des {\displaystyle y_{i,j}} et d le déterminant de {\displaystyle I_{n}-Y}, on en déduit que dM=(0) (car tous les {\displaystyle dx_{j}} sont nuls, d'après la formule de Laplace). Or (en développant le déterminant) d appartient à 1 + I. (On peut aussi invoquer le théorème de Cayley-Hamilton pour l'endomorphisme identité de M, de matrice Y dans X.)

### Cas général
Le {\displaystyle A}-module {\displaystyle N'=M/N} est de type fini et vérifie {\displaystyle N'\subset IN'}, il suffit alors d'appliquer le résultat précédent : il existe un élément {\displaystyle a\in I} tel que {\displaystyle (1+a)N'=(1+a)M/N=0} ce qui revient à {\displaystyle (1+a)M\subset N}.